# Piptadenia ramosissima
Piptadenia ramosissima är en ärtväxtart som beskrevs av George Bentham. Piptadenia ramosissima ingår i släktet Piptadenia och familjen ärtväxter. Inga underarter finns listade i Catalogue of Life.